# Lagle Parek
Lagle Parek, née le 17 avril 1941 à Pärnu, est une femme politique estonienne. Elle est ministre de l'Intérieur au sein du premier gouvernement estonien post-soviétique, dirigé par le Premier ministre Mart Laar.

## Biographie
Lagle Parek, née le 17 avril 1941 à Pärnu est la fille de l'ancien capitaine de l'armée estonienne Karl Parek et d'Elsbeth Parek, directrice de musée,,. Son père est déporté par les autorités soviétiques à Leningrad puis fusillé. En mars 1949, Lagle et sa mère, sa sœur aînée, Eva-Marju, et sa grand-mère, l'actrice Anna Markus, sont déportées en Sibérie dans l'oblast de Novossibirsk dans le cadre de l'Opération Priboï. Les soviétiques découvrent que la mère de Lagle Parek possède des livres interdits dans son musée, elle est de ce fait maintenue en prison jusqu'à une amnistie en 1953. De ce fait, Lagle Parek vit avec sa grand-mère en Sibérie et peut rentrer chez elle après la mort de Staline.
Elle est diplômée de l'université de technologie de Tallinn et travaille comme architecte dans les organes de la Commission nationale de planification, puis comme technicienne et technologue au sein de l'institut de design de Tartu.

### Activités dissidentes et arrestation
Le 10 octobre 1981, Lagle Parek participe à la signature d'une lettre ouverte aux chefs de gouvernement de l'URSS et des pays du nord de l'Europe, dans laquelle les auteurs (38 lituaniens, lettons et estoniens) soutenant les dirigeants soviétiques, approuvent l'initiative de zone exempte d'armes nucléaires et proposent d'étendre cette initiative aux États baltes. Ils proposent également le retrait des missiles soviétiques de leur territoire. Lagle Parek participe également à la publication des revues Samizdat, ainsi qu'à la liaison avec les dissidents en Russie.
Elle est arrêtée le 5 mars 1983 et condamnée le 16 décembre par la Cour suprême en vertu de l'article 68, partie 1, du code pénal de l'ESSR à 6 ans de prison et 3 ans d'exil. Les autres accusés dans la même affaire, accusés des mêmes crimes, sont Heiki Ahonen (aujourd'hui directeur du Musée des occupations de Tallinn) et Arvo Pesti. Les deux hommes sont quant à eux condamnés à 5 ans de prison et 2 ans d'exil. Pendant un certain temps, elle est enfermée dans le camp de travail de Dubravlag dans la soi-disant "petite zone" pour les femmes qui ont été reconnues coupables de crimes politiques. Avec Tatyana Velikanova, Irina Ratouchinskaïa et d'autres, elle participe à des grèves de la faim et à d'autres manifestations, pour lesquelles elle est condamnée à une peine d'emprisonnement à l'isolement. En janvier 1987, elle est graciée et libérée.

### Après sa libération
Après sa libération, Lagle Parek retourne en Estonie. En 1988, elle est l'une des fondatrices du Parti de l'indépendance nationale estonienne (ERSP), parti qu'elle préside de 1988 à 1992. De 1990 à 1992, elle participé au Congrès d'Estonie (en), considéré comme un "parlement alternatif". En 1992, lors des premières élections du nouveau Riigikogu estonien, l'ERSP obtient 10 sièges (8,8 % des voix) et entre dans un gouvernement de coalition. Lagle Parek participe aux élections présidentielles en Estonie le 20 octobre 1992, prenant la quatrième place avec 4% des voix,. Lagle Parek est nommée ministre de l'Intérieur au sein du gouvernement radical pro-réforme du Premier ministre Mart Laar. Le 27 novembre 1993, elle démissionne en raison de la crise de Pullapää (en).
Elle est par la suite membre du parti Pro Patria et Res Publica Union, créé en 1995 par la fusion de l'ERSP et du Parti de la coalition nationale avec le parti "Patrie".

## Récompenses
- 1996 - Ordre du Blason national d'Estonie 2e classe
- 1998 - Prix de la Concorde, avec Andrew Khvostov et Larissa Vasil'chenko
- 2006 - Ordre de l'Étoile blanche d'Estonie 2e classe
- 2007 - Titre de "Citoyen de l'année"
- 2009 - Ordre Polonia Restituta